# ۵۱۴ (قمری)
۵۱۴ (قمری)، پانصد و چهاردهمین سال در گاهشماری هجری قمری است. اول محرم این سال برابر با نهم آوریل سال ۱۱۲۰ میلادی است.